# Kronprinz Wilhelm (Schiff, 1881)
Der Raddampfer Kronprinz Wilhelm wurde 1881 in der Schiffswerft Blasewitz gebaut. Es wurde unter dem Namen Meissen mit der Baunummer 38 auf Kiel gelegt. Ab 1907 lief das Schiff bei der Oberweser Dampfschiffahrts Gesellschaft unter dem neuen Namen Kronprinz Wilhelm auf der Weser und wurde 1967 außer Dienst gestellt. Das Mittelschiff befindet sich seit 1968 im Deutschen Schifffahrtsmuseum in Bremerhaven.

## Geschichte

### Dienst auf der Elbe bei der SBDG bis zum Verkauf 1907
Nach der Indienststellung als Glattdeckdampfer am 15. Mai 1881 fuhr das Schiff für die Sächsisch-Böhmische Dampfschiffahrts-Gesellschaft (SBDG). Im Jahr 1887 wurden die Schaufelräder in Patent-Schaufelräder umgebaut. Bei dieser Gelegenheit erhielt es auch einen Zwei-Flammrohr-Kofferkessel der Prager Maschinenbau-Aktiengesellschaft vorm. Ruston & Co. Am 17. März 1907 wurde das Schiff an die Oberweser-Dampfschiffahrtsgesllschaft F. W. Meyer Hameln (OWDG) verkauft. Vor der Auslieferung wurden in der Schiffswerft Laubegast umfangreiche Arbeiten an dem Schiff durchgeführt. Neben dem Aufbau eines Oberdecks erhielt das Schiff auch eine Dampfsteuermaschine.

### Einsatz des Schiffs auf der Weser (1907 bis 1967)
Am 5. Mai 1907 wurde das Schiff elbabwärts über das Wattenmeer in die Weser überführt. Dort fuhr es ab dem 13. Mai 1907 unter dem neuen Namen Kronprinz Wilhelm auf der 135 km langen Strecke Hann. Münden – Hameln, bei der 26 Stationen bedient wurden. Namensgeber war Wilhelm von Preußen. Das Schiff schmückte den Einband mehrerer Fahrpläne der OWDG.
Im Jahr 1925/26 wurde das Schiff einem Umbau unterzogen. 

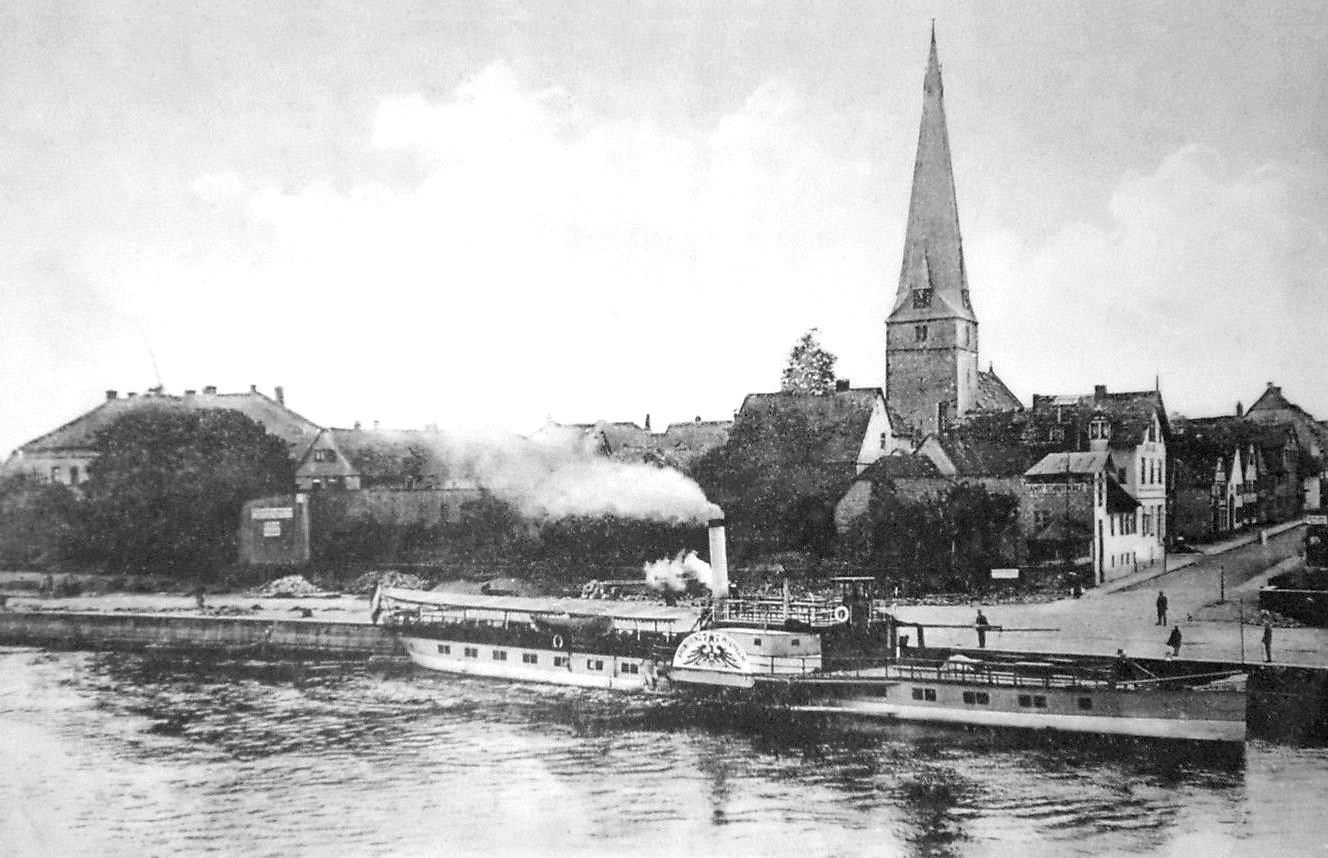
Raddampfer Kronprinz Wilhelm in Holzminden

Auf der Arminiuswerft in Bodenwerder wurde das Schiff um 5,80 m auf 55,94 m verlängert. Die Breite über die Radkästen betrug nun 9,20 m.
Weiterhin wurden die typischen Doppelfenster durch einfache Fenster ersetzt. Die Dampfmaschine wurde umgebaut und ein Zylinderkessel aus dem abgewrackten Weserschlepper Germania eingebaut.
Am Ende des Zweiten Weltkrieges war das Schiff zwar schwimmfähig, aber nicht einsatzfähig. Nach der Reparatur nahm es am 16. Juni 1946 den Liniendienst wieder auf.
Nach der Insolvenz der OWDG im Jahr 1964 fuhr das Schiff ab 1965 unter der Flagge der Personenschiffahrt Oberweser GmbH.
Langjähriger Kapitän war Fritz Kumleh, der von 1913 bis 1968 Dienst auf der Kronprinz Wilhelm tat.

### Außerdienststellung 1967 und Museumsexponat in Bremerhaven
Im September 1967 wurde das Schiff aufgrund seines hohen Kohleverbrauchs, der bei 150 kg/Stunde lag und nicht mehr zeitgemäß war, außer Dienst gestellt und im September 1968 nach Bremerhaven überführt. Dort wurden Vor- und Hinterschiff verschrottet. Das Mittelschiff mit Kessel, Maschine und Schaufelrädern wurde jedoch in den Ursprungszustand der Meissen zurück versetzt und in den Museumsbestand des Deutschen Schifffahrtsmuseums eingegliedert, wo es als begehbares Originalexponat besichtigt werden kann. Mit einem elektrischen Antrieb versehen kann die Dampfmaschine in Bewegung gesetzt werden.

## Die Dampfmaschine
Die Dampfmaschine stammt aus der 1857 gebauten Meissen. Es handelte sich um eine oszillierende Niederdruck-Zweizylinder-Zwillings-Dampfmaschine der englischen Maschinenbauanstalt John Penn and Sons mit einer Leistung von 110 PS. Auch der 1878 von der Prager Maschinenbau AG gebaute Zwei-Flammrohr-Kofferkessel stammt von der Meissen. Dieser wurde 1887 durch einen neuen Zwei-Flammrohr-Kofferkessel ersetzt. 1925/26 wurde die Maschinenanlage komplett umgebaut. Mit Bauteilen der Prager Maschinenbau-Aktiengesellschaft vorm. Ruston & Co. wurde die Maschine in eine oszillierende Zweizylinder-Verbund-Dampfmaschine mit einer Leistung von 135 PS umgebaut. Der jetzt eingebaute Zylinderkessel stammte aus dem abgewrackten Weserschlepper Germania.

## Andere Schiffe mit dem NamenKronprinz Wilhelm
1901 lief die Kronprinz Wilhelm als Passagierschiff des Norddeutschen Lloyds (NDL) in der sogenannten Kaiserklasse (Schnelldampferklasse) für die Linienschifffahrt auf der Transatlantikpassage Bremerhaven–New York vom Stapel. Das Großlinienschiff der Kaiserlichen Marine Kronprinz wurde am 15. Juni 1918 umbenannt in Kronprinz Wilhelm.

## Kapitäne des Schiffes

### Elbschifffahrt (SBDG)
- Heinrich Ehregott Müller (1881–1884)
- Friedrich Ignatz Beckel (1885)
- Friedrich Carl Kunze (1886–1890)
- Ernst Julius Höhle (1891–1895)
- Gustav Hermann Protze (1896)
- Carl August Helm (1897–1900)
- Friedrich August Winkler (1901–1904)
- Gustav Eduard Fischer (1905–1906)

### Weserschifffahrt
- Fritz Kumleh (NN-1968)